# Maxwell Aitken
Maxwell William Humphrey Aitken (ur. 29 grudnia 1951) – brytyjski arystokrata, jedyny syn Maxa Aitkena, 2. barona Beaverbrook, i Violet de Trafford, córki Humphreya de Trafford, 4. baroneta.
Wykształcenie odebrał w Chaterhouse School w Godalming w hrabstwie Surrey i w Pembroke College na Uniwersytecie w Cambridge. Po śmierci ojca w 1985 r. odziedziczył tytuł barona Beaverbrook i zasiadał w Izbie Lordów. W Parlamencie zasiadał do 1999 r., kiedy to utracił swoje miejsce w wyniku reformy rządu Tony’ego Blaira. W latach 1986–1988 był Lordem-in-Waiting królowej Elżbiety II. W latach 1990–1992 był skarbnikiem Partii Konserwatywnej i Europejskiej Unii Demokratycznej. W 1986 r. i w latach 1988–1992 był przewodniczącym Ventech Healthcare Corporation.
19 lipca 1974 r. poślubił Susan Angelę O’Ferrall, córkę Francisa O‘Ferralla i Angeli Mather-Jackson, córki sir Anthony’ego Mather-Jackson, 6. baroneta. Maxwell i Susan mają razem dwóch synów i dwie córki:
- Maxwell Francis Aitken (ur. 17 marca 1977)
- Alexander Rory Aitken (ur. 1978)
- Charlotte Susanna Aitken (ur. 1982)
- Sophia Violet Angela Aitken (ur. 1985)

W 2003 r. lord Beaverbrook ogłosił, że 133 cenne obrazy o łącznej wartości ok. 100 milionów dolarów, przekazane przez jego dziadka Beaverbrook Art Gallery nie zostały Galerii podarowane, tylko wypożyczone. Lord Beaverbrook żąda zwrotu obrazów. Obecnie sprawa toczy się w sądzie.